# ديف روجرز
ديف روجرز (بالإنجليزية: Dave Rogers)‏ (25 أغسطس 1975 بليفربول في المملكة المتحدة - ) هو لاعب كرة قدم بريطاني في مركز الدفاع. لعب مع باتريك أتلتيك وبورتاداون ودرودا يونايتد وديري سيتي وسكونثورب يونايتد وليسبورن ديستليري ونادي بارتيك ثيسل ونادي بوهيميان ونادي بيتربورو يونايتد ونادي ترانمير روفرز لكرة القدم ونادي دندي ونادي دوندالك ونادي ساوثبورت ونادي شيلبورن ونادي كارلايل يونايتد ونادي كامبور ونادي كورك سيتي ونادي يميريك ونادي تشستر سيتي وSporting Fingal F.C. ‏ وMonaghan United F.C. ‏ ونادي آير يونايتد.

## وصلات خارجية
- ديف روجرز على موقع قاعدة بيانات كرة القدم.إي يو (الإنجليزية)